# Euophistes corticeus
Euophistes corticeus är en insektsart som beskrevs av Sjöstedt 1920. Euophistes corticeus ingår i släktet Euophistes och familjen gräshoppor. Inga underarter finns listade i Catalogue of Life.